# 國際平面設計聯盟
國際平面設計聯盟（或直譯國際圖形設計聯盟，縮寫：AGI），是由世界頂尖的平面設計師和圖形藝術家組成的專業俱樂部。

## 簡介
在20世紀40年代前，圖形設計（Graphic Design）還沒有被具體定義的時候，商業廣告繪圖藝術家、美術圖形創作者、印刷師、雕刻版畫家、插圖／漫畫家和海報繪畫藝術家雖然在很多專業領域間具有廣泛的關聯，但並沒有獲得社會的一致認可，從業者越來越強烈的意識到他們之間的共同聯繫點，在隨後現代職業化的進程中，“Graphic Design“（商業圖形設計）概念開始流行。 1951年，兩位來自瑞士和三位來自法國的圖形藝術家商討如何加强两國之間的專業聯盟，共建一個以促進專業交流、共同維護利益等相關聯的非營利組織，基於此理念，很快吸引了來自歐洲、美國等其他國家的專業人士參與其中。於是，在1952年國際平面設計聯盟於巴黎成立了，成立之時共有來自10個國家的65位成員，Jean Picart Le Doux 成為首任執行主席，Fritz Bühler、FHK Henrion 擔任副主席，Jean Colin 擔任秘書長。
- 1955年 國際平面設計聯盟 首次會員大會在巴黎盧浮宮舉辦，Jean Carlu 接任了 國際平面設計聯盟 主席，他負責的 國際平面設計聯盟 會員作品展同時也在巴黎展出。
- 1969年 國際平面設計聯盟五位創始人之一 George Donald Brun 接任主席職位，他把國際平面設計聯盟註冊的辦公室地址從巴黎遷往蘇黎世，由此，根據瑞士法律重新制定了國際平面設計聯盟的機構章程[2]。
- 1979年 國際平面設計聯盟 確立了學術研討會制度，並於1994年在英國倫敦舉辦了首屆AGI代表大會（AGI Open 前身）[3]。
- 2017年10月止，國際平面設計聯盟的會員人數為488人，來自39個國家／地區，國際平面設計聯盟的入會條件是：需要同時由三名正式會員聯名推薦，經過審核後在年會中表決通過才能成為會員。

中國大陸會員間發生過多次內訌，2004年國際平面設計聯盟發生了華人會員入會分歧事件，王序等老會員認為部分被推舉為2004年新會員的設計師在專業水平上不合格，於是聯名簽署發表了「至國際平面設計聯盟全體會員公開信」。有些在設計領域具有較高成就的設計師呼籲抵制 曹方、余露、趙健、吳勇、洪衛、劉曉翔 等多位被認為專業不夠資格僅憑藉人際關係入選的會員，而有損壞 國際平面設計聯盟 聲譽。

## 華人區域會員及入會時間
- 石漢瑞（奧地利人，1964年定居香港，英文名：Henry Steiner）1980
- 余秉楠 (北京)  1992
- 靳埭強（香港） 1997
- 王序（廣州） 2000
- 陳紹華（深圳） 2000
- 劉小康（香港） 2002
- 王粵飛（廣州） 2002
- 宋協偉（北京） 2003
- 曹方（南京） 2004
- 黃炳培（香港） 2004
- 余露（北京） 2004
- 李永銓（香港） 2004
- 王敏（北京） 2004
- 趙健（北京） 2004
- 呂敬人（北京） 2006
- 畢學鋒（杭州） 2006
- 蔣華（北京） 2006
- 韓家英（深圳） 2007
- 何君（北京） 2008
- 趙清（南京） 2010
- 劉治治（北京） 2010
- 林偉雄（香港） 2011
- 黑一烊（深圳） 2012
- 聶永真（台灣） 2012
- 吳勇（汕頭） 2012
- 陸智昌（北京） 2012
- 馬慧敏（北京） 2013
- 郭成城（北京） 2013
- 陳幼堅（香港） 2014
- 廣煜（北京） 2014
- 王志弘（台灣） 2015
- 劉曉翔（北京） 2015
- 洪衛（中山） 2015
- 林小乙（台灣） 2017
- 何佳興（台灣） 2017
- 張達利（深圳） 2017
- 劉開（台灣） 2018
- 丁凡（北京）2018
- 方建平（北京）2018
- 毛灼然（香港）2019
- 劉釗（廣州）2019
- 詹火德（廣州）2019
- 潘焰榮（南京）2019

## 外部連結
- 國際平面設計聯盟（AGI）官方網路 （页面存档备份，存于）
- AGI Open（页面存档备份，存于）